# Paul Bontoux
Paul Bontoux, né le 15 novembre 1763 à Gap (Hautes-Alpes) et mort le 16 février 1813, dans la même ville, est un homme politique français, ancien député des Hautes-Alpes.

## Biographie
Après son adhésion au 18 brumaire, il fut nommé président du tribunal civil de Gap.
Il épouse Jeanne Rosalie Pélisson de Préville.

### Carrière politique
Ancien administrateur du département des Hautes-Alpes et maire de Gap, Paul Bontoux a été député des Hautes-Alpes du 14 octobre 1795 au 26 décembre 1799.